# Michael Andrei
Michael Andrei (* 6. August 1985 in Constanța, Rumänien) ist ein deutscher Volleyball-Nationalspieler. Mit der Nationalmannschaft wurde er u. a. WM-Dritter und Vize-Europameister. Er spielte bei verschiedenen Vereinen in der deutschen Bundesliga sowie in Belgien und Frankreich und erreichte mehrere Pokal-Endspiele. Von 2016 bis 2025 stand er bei den SWD Powervolleys Düren unter Vertrag und war Kapitän der Mannschaft.

## Karriere
Andrei wuchs in Düren auf und begann seine Karriere im dortigen Stadtteil Lendersdorf, wo er mit zwölf Jahren in der Herren-Mannschaft Bezirksliga spielte. Beim Dürener TV war er mit 18 Jahren in der Regionalliga aktiv und durfte ein Jahr später in der Bundesliga-Mannschaft mittrainieren und erste Einsätze sammeln. 2005/06 beim luxemburgischen Erstligisten VC Strassen. Von dort kam er zurück zu den evivo Düren, wo er zunächst in der zweiten Mannschaft spielte. Später rückte der Mittelblocker in die Bundesligamannschaft auf, die 2008 das Finale im DVV-Pokal erreichte. Weil er nur wenige Spielanteile erhielt, wechselte er 2009 zum Zweitligisten TSV Giesen/Hildesheim. 2011 wurde das Team ungeschlagen Meister der Zweiten Liga Nord, verzichtete aber auf den Aufstieg. Andrei ging deshalb zum Bundesligisten VC Gotha, mit dem er die Playoffs in der Saison 2011/12 knapp verpasste. Im Sommer 2012 wechselte Andrei zum französischen Zweitligisten Saint-Nazaire Volley-Ball Atlantique. Dort wurde er mit seinem Team Meister der Ligue B und schaffte somit den Aufstieg in die Ligue A. Für die Saison 2013/14 blieb Andrei der Mannschaft von der Westküste Frankreichs erhalten und behauptete sich (als Vize-Kapitän der Mannschaft) erfolgreich in der französischen Liga. Ende 2013 kam der Mittelblocker zu seinen ersten Einsätzen in der deutschen Nationalmannschaft. Bei der WM 2014 in Polen gewann er mit der Nationalmannschaft die Bronzemedaille. Anschließend wechselte er zum belgischen Spitzenklub Topvolley Antwerpen. Im Juni 2015 gewann Andrei in Baku bei den ersten Europaspielen mit Deutschland die Goldmedaille. In der Saison 2015/16 spielte er wieder in Frankreich beim Gazélec FC Ajaccio, mit dem er den französischen Pokal gewann.
2016 kehrte er zurück zum deutschen Bundesligisten SWD Powervolleys Düren. In der Saison 2016/17 erreichte er mit den Dürenern den dritten Rang in der Meisterschaft. Mit der Nationalmannschaft nahm er an der EM in Polen teil und erreichte das Endspiel, das 2:3 gegen Russland verloren ging; die Silbermedaille war die erste deutsche EM-Medaille. Die Saison 2017/18 endete für Andrei im Playoff-Viertelfinale. Zu Beginn der folgenden Saison 2018/19 wurde er zum Kapitän der Mannschaft ernannt. Das Team erreichte das Halbfinale im DVV-Pokal und das Viertelfinale in den Bundesliga-Playoffs. Im DVV-Pokal 2019/20 kam Andrei mit den SWD Powervolleys ins Finale, das die Mannschaft gegen die Berlin Recycling Volleys verlor. Als die Bundesliga-Saison kurz vor den Playoffs abgebrochen wurde, stand Düren auf dem sechsten Tabellenplatz. In der Saison 2020/21 unterlagen die SWD Powervolleys im Playoff-Halbfinale gegen Berlin und wurden Dritter. Der DVV-Pokal 2021/22 endete für Andrei mit Düren im Viertelfinale. Im Playoff-Halbfinale schieden die Dürener ebenfalls gegen den VfB Friedrichshafen aus und wurden damit erneut Dritter. In der Saison 2022/23 spielte Andrei mit den SWD Powervolleys in der Gruppenphase der Champions League. Im DVV-Pokal 2022/23 erreichte der Kapitän mit seiner Mannschaft das Finale, das in Mannheim gegen die Berlin Recycling Volleys verloren ging. Die Bundesliga-Saison endete für Düren im Playoff-Halbfinale ebenfalls gegen Berlin, wobei Andrei selbst die Playoffs wegen eines Muskelfaserrisses verpasste. In der Saison 2023/24 unterlagen die SWD Powervolleys im DVV-Pokal hingegen bereits im Viertelfinale gegen die WWK Volleys Herrsching und im CEV-Pokal schieden sie im Achtelfinale aus. In den Bundesliga-Playoffs verloren die SWD Powervolleys als Tabellensechster im Viertelfinale gegen den VfB Friedrichshafen. Im DVV-Pokal 2024/25 erreichte Andrei mit Düren das Finale, das die Mannschaft mit 2:3 gegen die Berlin Recycling Volleys verlor. Anschließend mussten sich die Powervolleys in den Bundesliga-Playoffs wie im Vorjahr im Viertelfinale gegen den VfB Friedrichshafen geschlagen geben. Nach der Saison beendete Andrei seine Karriere als Spieler.
Zukünftig arbeitet Andrei als Co- und Athletiktrainer für die SWD Powervolleys.